# 네스티 페테시오
네스티 알카이데 페테시오(타갈로그어: Nesthy Alcayde Petecio, 1992년 4월 11일~)는 필리핀의 권투 선수이다. 올림픽에 2회 참가하여 2020년 하계 올림픽 여자 페더급에서 은메달을 획득했고 2024년 하계 올림픽에서 여자 페더급 동메달을 획득했다. 또한 세계 선수권 대회에서 금메달 1개, 은메달 1개를 획득했고 아시아 선수권 대회에서 은메달 1개와 동메달 1개를 획득했다.